# Årnäs
Årnäs är en småort i Forshems socken i Götene kommun belägen 18 kilometer nordöst om Götene, nära Vänern och Kinnekulle och 19 kilometer västsydväst om tätorten Mariestad i grannkommunen med samma namn. Orten ligger omkring 5 km nordväst om E20, och Österäng, närmaste station vid Kinnekullebanan, ligger drygt 4 km åt sydväst. 
Årnäs är en gammal bruksort och har tidigare haft glasbruk (Årnäs bruk). Nu finns här endast några mindre industrier, bland annat en metallindustri på det gamla bruksområdet.

## Historia

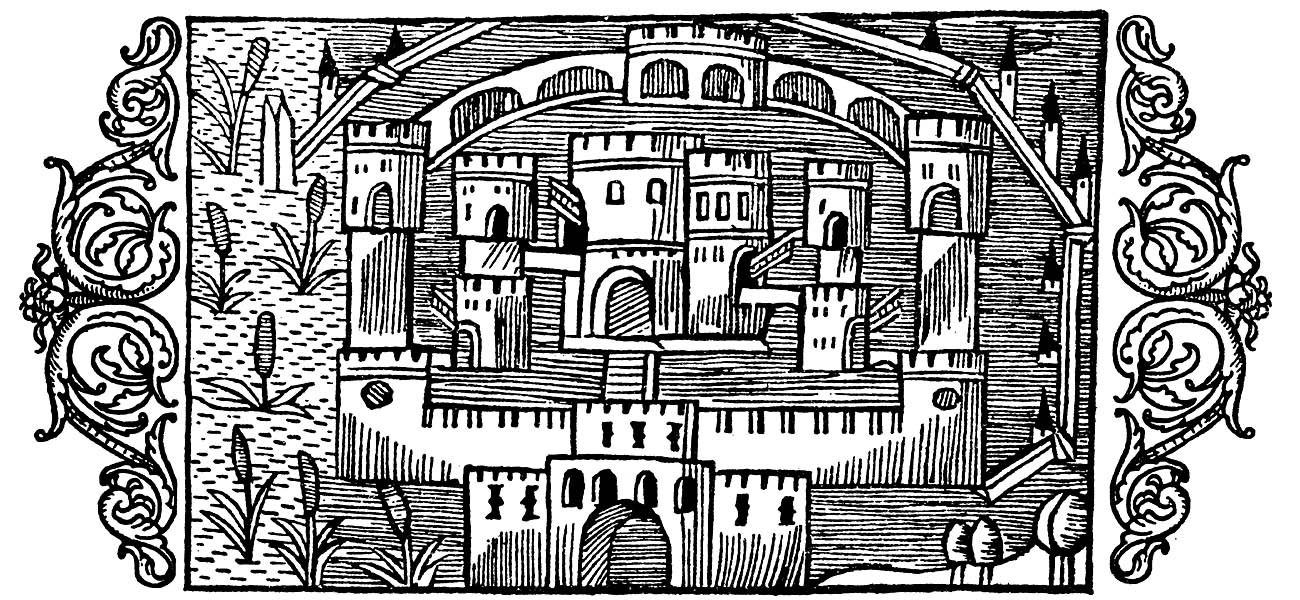
Träsnitt av Aranäs borg ur Historia de gentibus septentrionalibus från 1555

I Årnäs finns ruinerna efter en medeltida borg (Aranäs), vilken på senare tid har blivit uppmärksammad genom Jan Guillous böcker om Arn Magnusson.
Det gamla godset Årnäs inköptes 1801 av grosshandlaren Berndt Harder Santesson från Göteborg. 1802 byggde han där Årnäs bruk, för att där tillverka böhmiskt glas, till stor del med hjälp av från Tyskland införskaffade yrkesarbetare. 1867 försattes Årnäs bruk i konkurs, och bruket övertogs av AB D. Carnegie & Co och Oscar Ekman i Göteborg. Glasbruket lades ner 1960. 

### Årnäs säteri
Den nuvarande huvudbyggnaden på Årnäs uppfördes 1770–1790, men källaren kan eventuellt stamma från en äldre byggnad. Huset På byggdes huset till med poscher på 1840-talet, varvid två äldre flyglar på den södra sidan togs bort och ersattes med två byggdes norr om huvudbyggnaden mot sjösidan.
Årnäs säteri bebos än idag (2019) av medlemmar ur familjen Ekman.

### Sjömannen Carl Roos grav

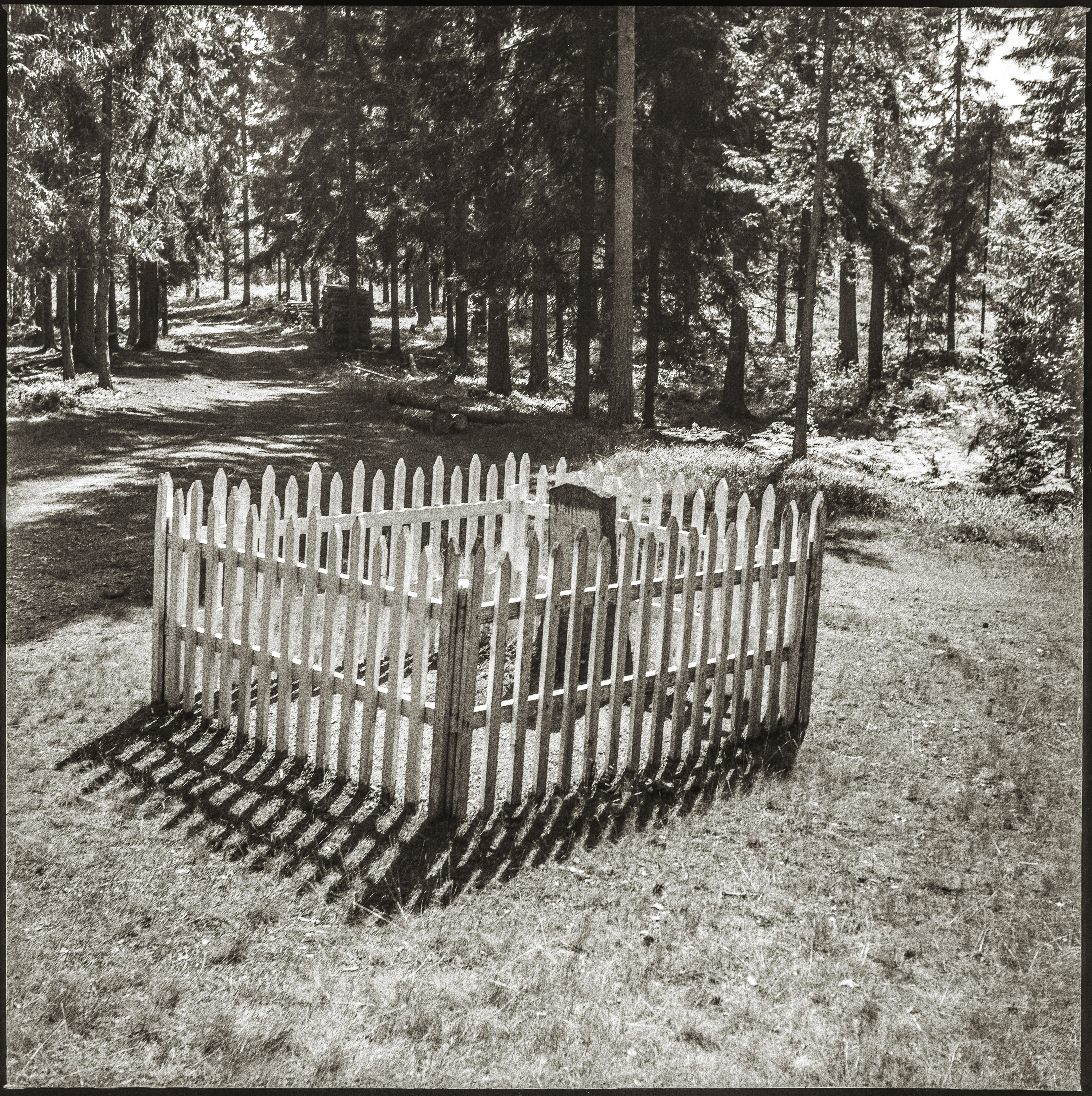
Den mycket lilla koleragravgården i Årnäs. Här finns bara stenen över sjömannen Carl Roos, död 1850. Bilden tagen 21 juli 1954.

I Årnäs finns sjömannen Carl Roos grav, belägen inte långt från Vänerns strand. Omgärdad av ett enkelt trästaket står den ensamma gravstenen med inskriptionen "Sjömannen Carl Roos * 1825 + 1850". Enligt traditionen avled han ombord på en skuta. En version lyder så här: 
| ”                                            | Året var 1850 när en båt från Göteborg till Årnäs hade en sjöman ligger med en knäskada som under resans gång förvärrades. Då skepparen misstänkte kolera vågade ingen besöka mannen som därmed blev utan både mat och tillsyn i flera dagar. Carl Roos avled på båten, förmodligen av blodförgiftning, endast 25 år gammal. Men misstanken om kolera gjorde att då båten kom till Årnäs så fördes hans kropp till den plats där han nu ligger begravd. | „ |
| – En av traditionerna om sjömannen Carl Roos | |   |

Carl Roos kan i kyrkböckerna identifieras som Carl Magnus Roos, född den 19 maj 1824 (inte 1825) i Hassle socken som son till en ogift mor och död den 19 oktober 1850, då skriven som dräng och sjöman i Backebolet, Torsö socken, samt begravd i Forshem (dit Årnäs hör). I dödboken anges "Cholera" som dödsorsak. Traditionen att han dött av blodförgiftning får alltså inte stöd av samtida källor.

## Bilder

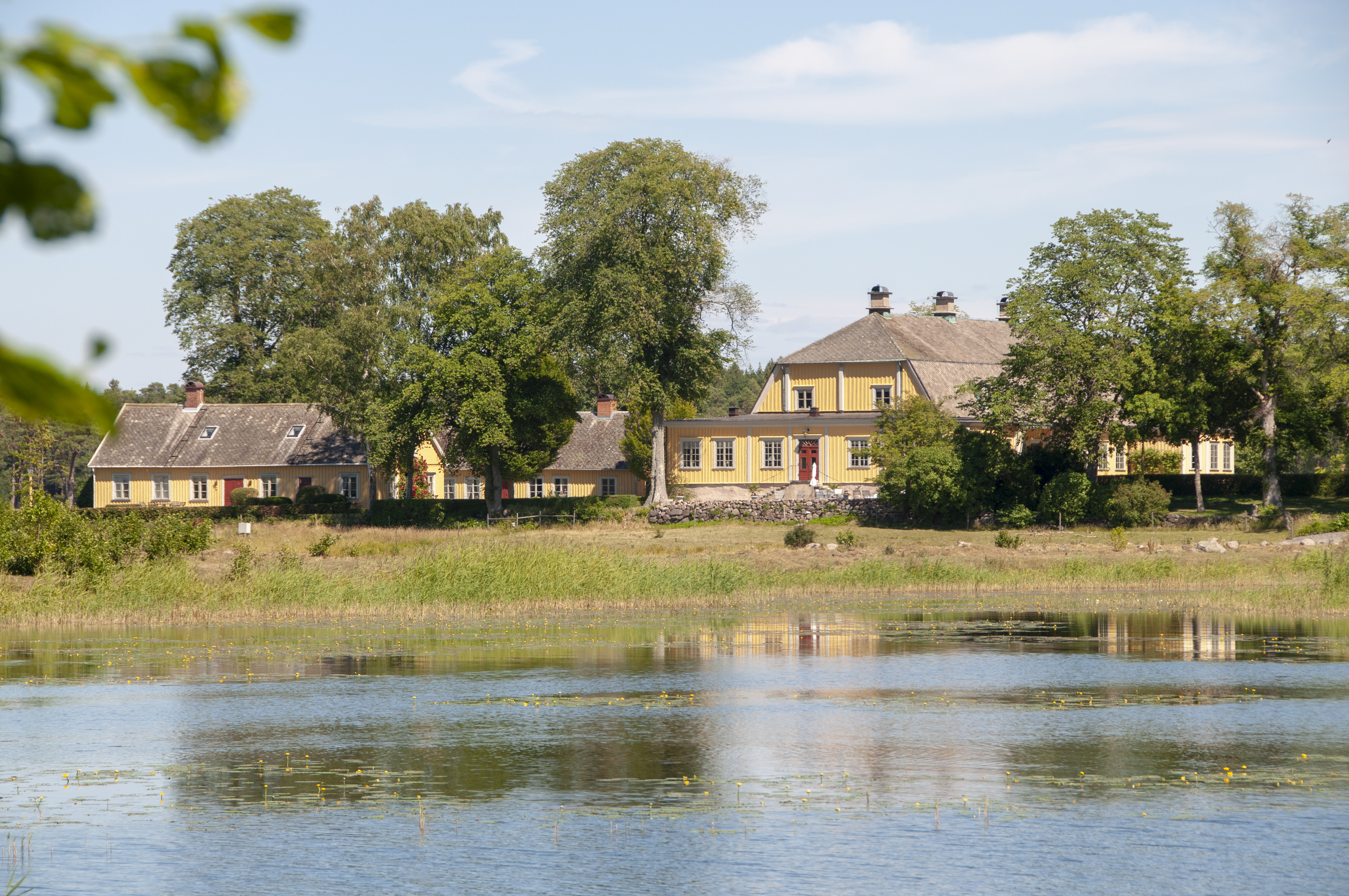
Årnäs säteri
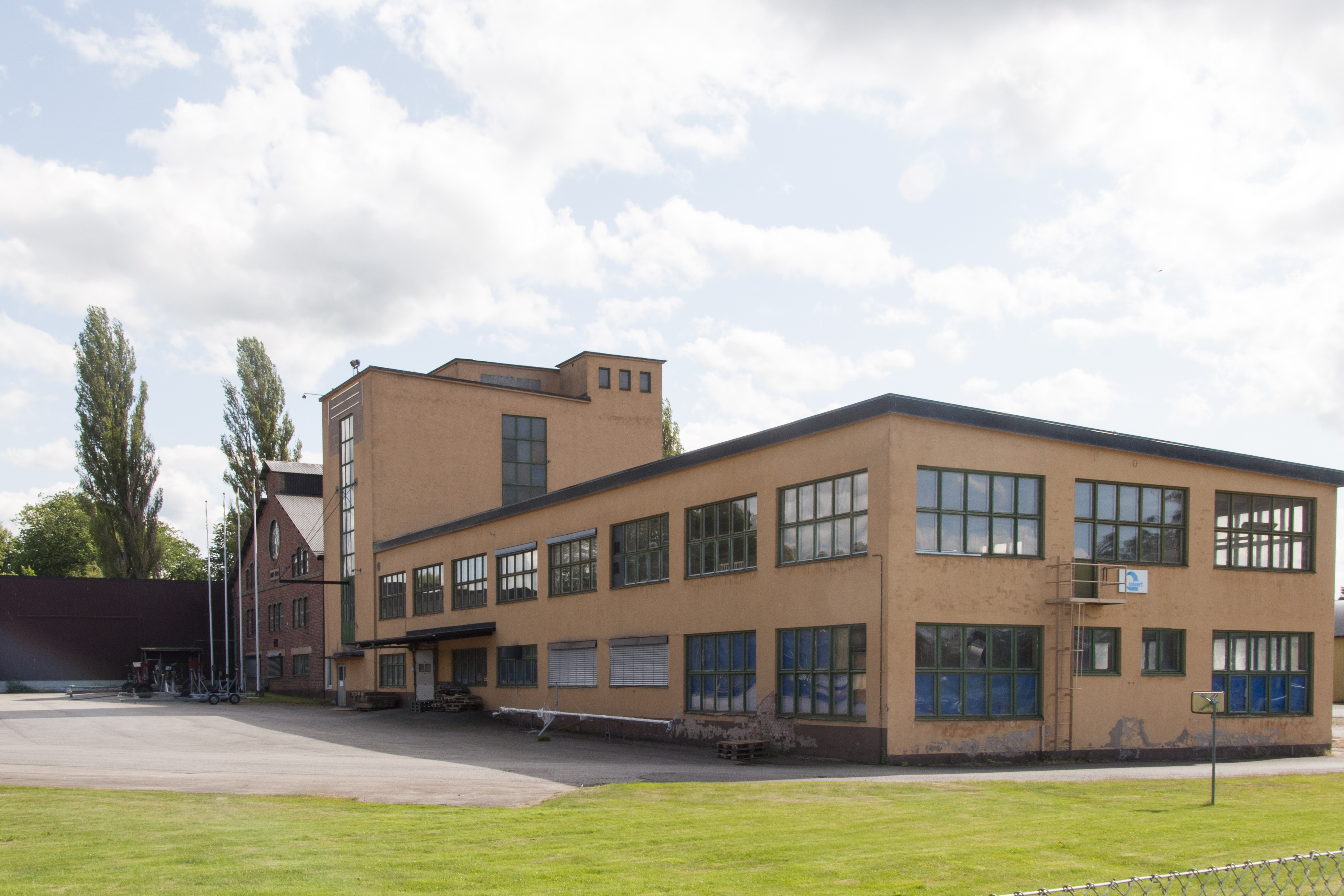
Årnäs bruk
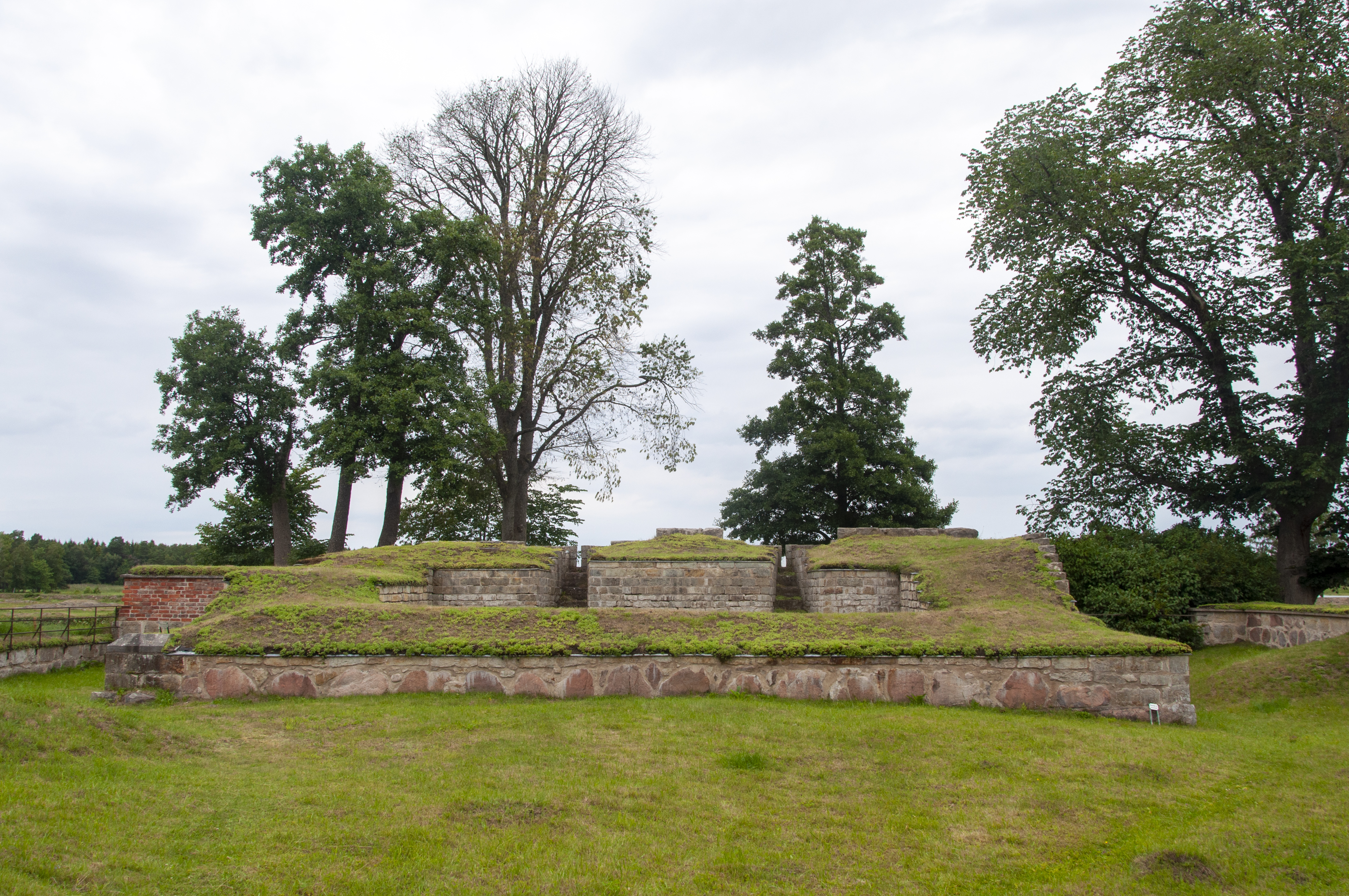
Aranäs
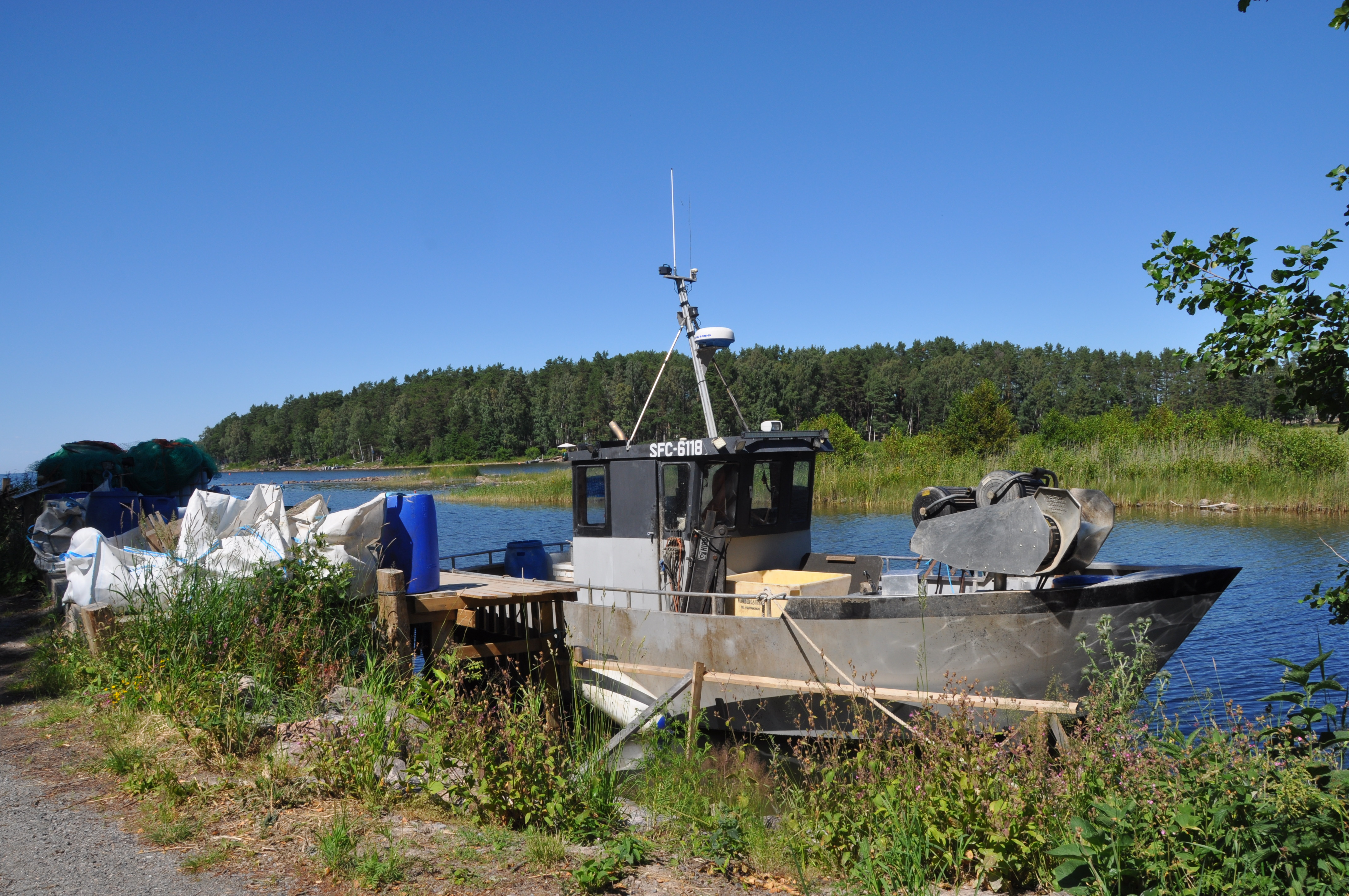
Parti av Årnäs hamn